# Kabinett Streibl II
Das Kabinett Streibl II bildete vom 30. Oktober 1990 bis zum 17. Juni 1993 die Staatsregierung des Freistaates Bayern.
| Amt oder Ressort                            | Amtsinhaber(in)               | Partei | Partei | Staatssekretär(in)                                                      | Partei | Partei |
| ------------------------------------------- | ----------------------------- | ------ | ------ | ----------------------------------------------------------------------- | ------ | ------ |
| Ministerpräsident                           | Max Streibl                   |        | CSU    | Johann Böhm                                                             |        | CSU    |
| Leiter der Staatskanzlei                    | Johann Böhm                   |        | CSU    |                                                                         |        |        |
| Justiz Stellvertretende Ministerpräsidentin | Mathilde Berghofer-Weichner   |        | CSU    | Alfred Sauter                                                           |        | CSU    |
| Inneres                                     | Edmund Stoiber                |        | CSU    | Günther Beckstein Herbert Huber                                         |        | CSU    |
| Finanzen                                    | Georg Freiherr von Waldenfels |        | CSU    | Albert Meyer                                                            |        | CSU    |
| Unterricht, Kultus, Wissenschaft und Kunst  | Hans Zehetmair                |        | CSU    | Herrmann Leeb Unterricht und Kultus Otto Wiesheu Wissenschaft und Kunst |        | CSU    |
| Wirtschaft und Verkehr                      | August Richard Lang           |        | CSU    | Alfons Zeller                                                           |        | CSU    |
| Ernährung, Landwirtschaft und Forsten       | Hans Maurer                   |        | CSU    | Josef Miller                                                            |        | CSU    |
| Arbeit, Familie und Sozialordnung           | Gebhard Glück                 |        | CSU    | Barbara Stamm                                                           |        | CSU    |
| Landesentwicklung und Umweltfragen          | Peter Gauweiler               |        | CSU    | Otto Zeitler                                                            |        | CSU    |
| Bundes- und Europaangelegenheiten           | Thomas Goppel                 |        | CSU    | Paul Wilhelm                                                            |        | CSU    |